# Plymouth & West Devon Football League
Plymouth & West Devon Football League är en engelsk fotbollsliga baserad i Devon. Den har fyra divisioner som spelar matcher på lördagar och två divisioner som spelar på söndagar. Toppdivisionen Premier Division ligger på nivå 12 i det engelska ligasystemet.
Ligan är en matarliga till South West Peninsula Football League.

## Historia
I Plymouth fanns det mellan första och andra världskriget en liga kallad United Churches League, som var ursprunget till Plymouth Combination League. Den gick sedan ihop med Plymouth & District League och bildade då Plymouth & District Combination League. Efter ännu en sammanslagning så hade Plymouth & West Devon Football League bildats.

## Mästare
| Säsong  | Premier Division          |
| ------- | ------------------------- |
| 2003/04 | Ivybridge Town Reservs    |
| 2004/05 | Plymstock United Reservs  |
| 2005/06 | Wessex Lopes Arms Rangers |
| 2006/07 | Wessex Lopes Arms Rangers |
| 2007/08 | Wessex Lopes Arms Rangers |
| 2008/09 | Mount Gould Roborough FC  |
| 2009/10 | Tamarside FC              |
| 2010/11 | Mount Gould Roborough FC  |

### Webbkällor
Den här artikeln är helt eller delvis baserad på material från engelskspråkiga Wikipedia, Plymouth and West Devon Combination Football League, 25 juli 2015.